# اگی
اگی (به فرانسوی: Agy) یک کمون در فرانسه است که در Canton of Bayeux واقع شده‌است.

## خصوصیات
اگی ۴٫۲۱ کیلومترمربع مساحت و ۲۴۰ نفر جمعیت دارد و ۶۵ متر بالاتر از سطح دریا واقع شده‌است.